# Åsarna
Åsarna est une localité de Suède dans la commune de Berg située dans le comté de Jämtland.
Sa population était de 243 habitants en 2019.